# Kapitał obrotowy netto
Uzasadnienie: dubel

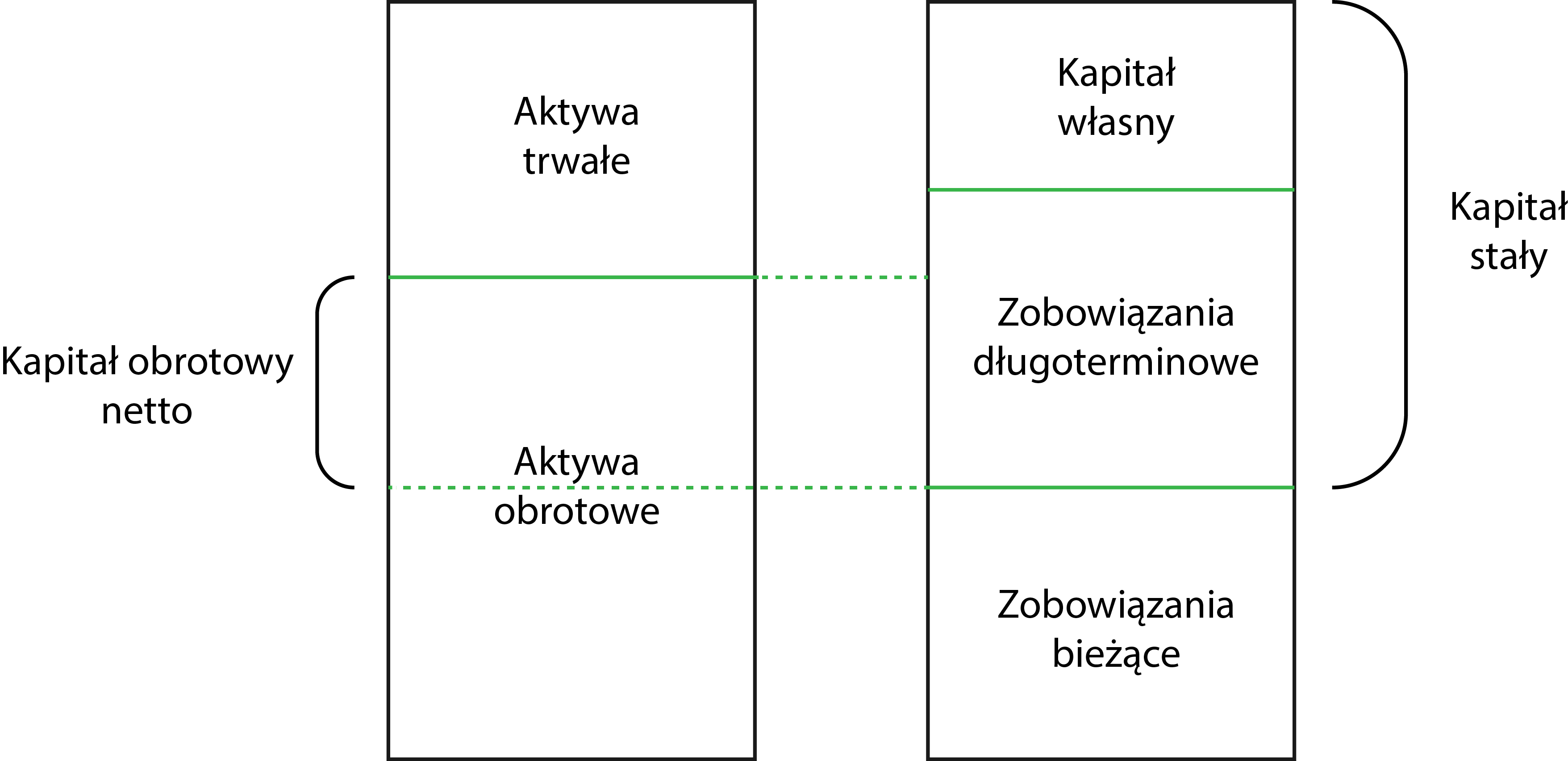
Kapitał obrotowy netto – części składowe

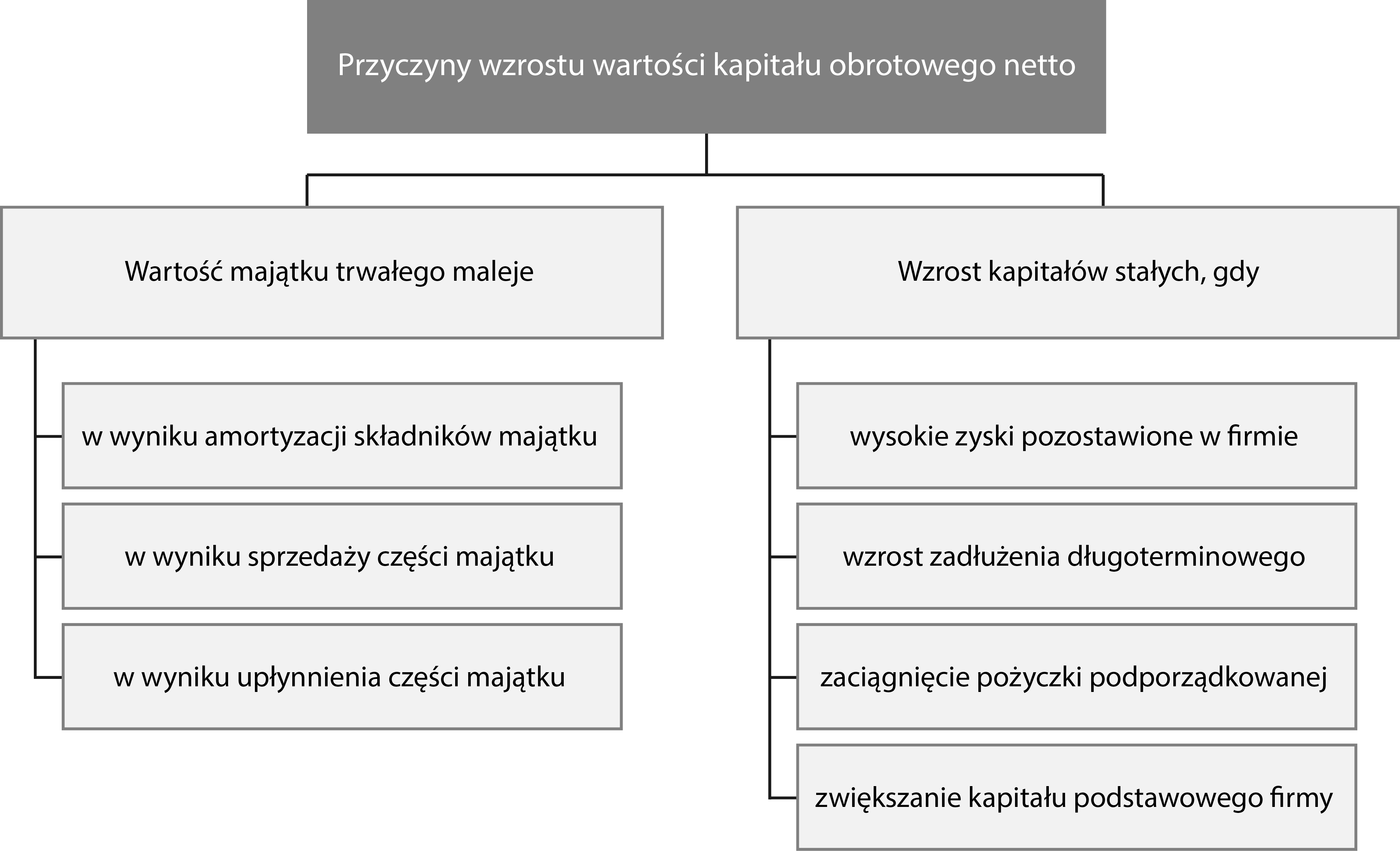
Kapitał obrotowy netto – przyczyny wzrostu

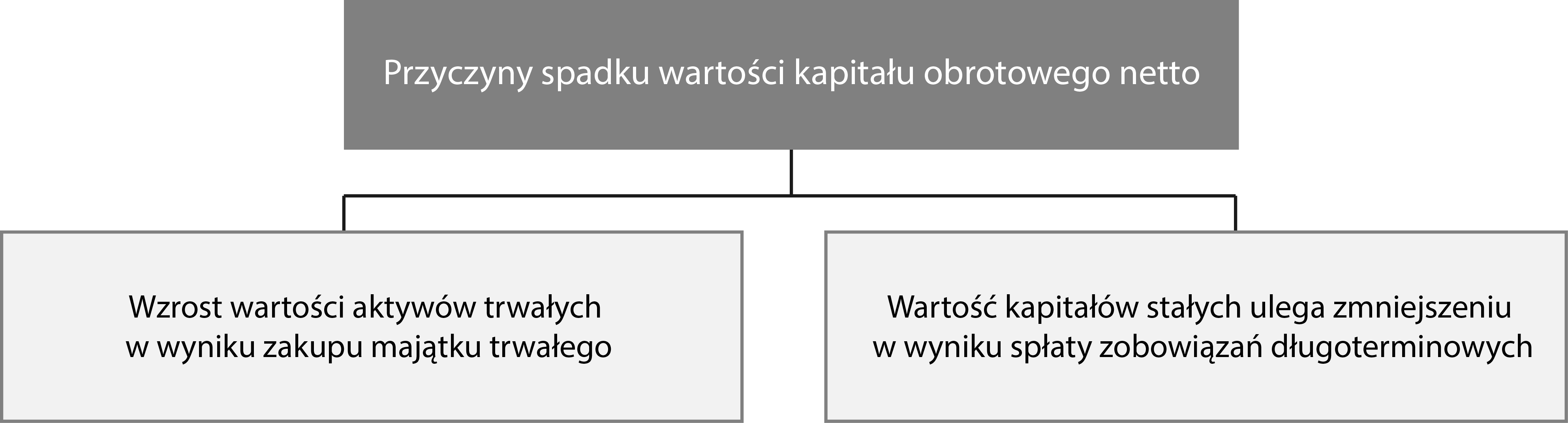
Kapitał obrotowy netto – przyczyny spadku

Kapitał obrotowy netto (kapitał pracujący) – w ujęciu bilansowym stanowi nadwyżkę aktywów obrotowych nad pasywami bieżącymi:
{\displaystyle {\text{Kapitał obrotowy netto}}={\text{Aktywa obrotowe}}-{\text{Zobowiazania bieżace (krótkoterminowe)}}}
W ujęciu kapitałowym kapitał obrotowy netto to część kapitału stałego przedsiębiorstwa (kapitału własnego i zobowiązań długoterminowych), która finansuje aktywa obrotowe:
{\displaystyle {\text{Kapitał obrotowy netto}}={\text{Kapitał stały}}-{\text{Aktywa trwałe}}}
Wartość kapitału obrotowego netto w przedsiębiorstwie ulega zmianom pod wpływem zmian wartości aktywów trwałych (majątku trwałego) i kapitału stałego. Poziom kapitału obrotowego netto wpływa na koszt pozyskania kapitału na finansowanie bieżącej działalności przedsiębiorstwa oraz poziom ryzyka utraty płynności ponoszonego przez przedsiębiorstwo.
Kapitał obrotowy netto błędnie nazywany jest majątkiem obrotowym netto. Majątek obrotowy netto jest pojęciem węższym i w porównaniu z kapitałem obrotowym netto nie uwzględnia on m.in.: zobowiązań krótkoterminowych powstałych z tytułu otrzymanych pożyczek czy kredytów, środków pieniężnych z wyjątkiem tzw. rezerwy transakcyjnej oraz inwestycji krótkoterminowych w aktywa finansowe .